# کوتیلوو
کوتیلوو (به لاتین: Kutilovo) یک منطقهٔ مسکونی در روسیه است که در استان آمور واقع شده‌است.